# Перець Сергій Степанович
Сергій Степанович Перець — український військовослужбовець, бригадний генерал Збройних сил України, командир 10-го армійського корпусу (2023 та з 2024), командувач ОТУ «Старобільськ» (з 2024), командир 56-ї окремої мотопіхотної бригади (2016).

## Нагороди
- орден Богдана Хмельницького II ступеня (28 вересня 2022) — за особисту мужність і самовіддані дії, виявлені у захисті державного суверенітету та територіальної цілісності України, вірність військовій присязі.[5]
- Орден Богдана Хмельницького III ступеня (28 березня 2022) — за особисту мужність і самовіддані дії, виявлені у захисті державного суверенітету та територіальної цілісності України, вірність військовій присязі.[6]
- медаль «За військову службу Україні» (3 грудня 2008) — за вагомий особистий внесок у зміцнення обороноздатності і безпеки України, зразкове виконання військового обов'язку, високий професіоналізм та з нагоди 17-ї річниці Збройних Сил України.[7]
- Лицарська почесна відзнака «Орден Звитяги» (2022).[8]

## Військові звання
- полковник;
- бригадний генерал (23 березня 2022).[9]